# ロバート・ゴットシャルク
ロバート・ゴットシャルク（Robert Gottschalk、1918年3月12日 - 1982年6月3日）は、アメリカ合衆国のカメラ技術者・発明家であり、パナビジョン社の共同設立者である。

## 若年期
ゴットシャルクは1918年3月12日にシカゴで生まれた。父グスタフは建築家で、シカゴに多数のホテルを建てた。グスタフの成功により一家は裕福になった。ゴットシャルクは映画に関心を持ち、1939年にミネソタ州のカールトン・カレッジで演劇と芸術の学位を取得した。その後、映画監督になるという目標を掲げてカリフォルニア州に移った。

## パナビジョン

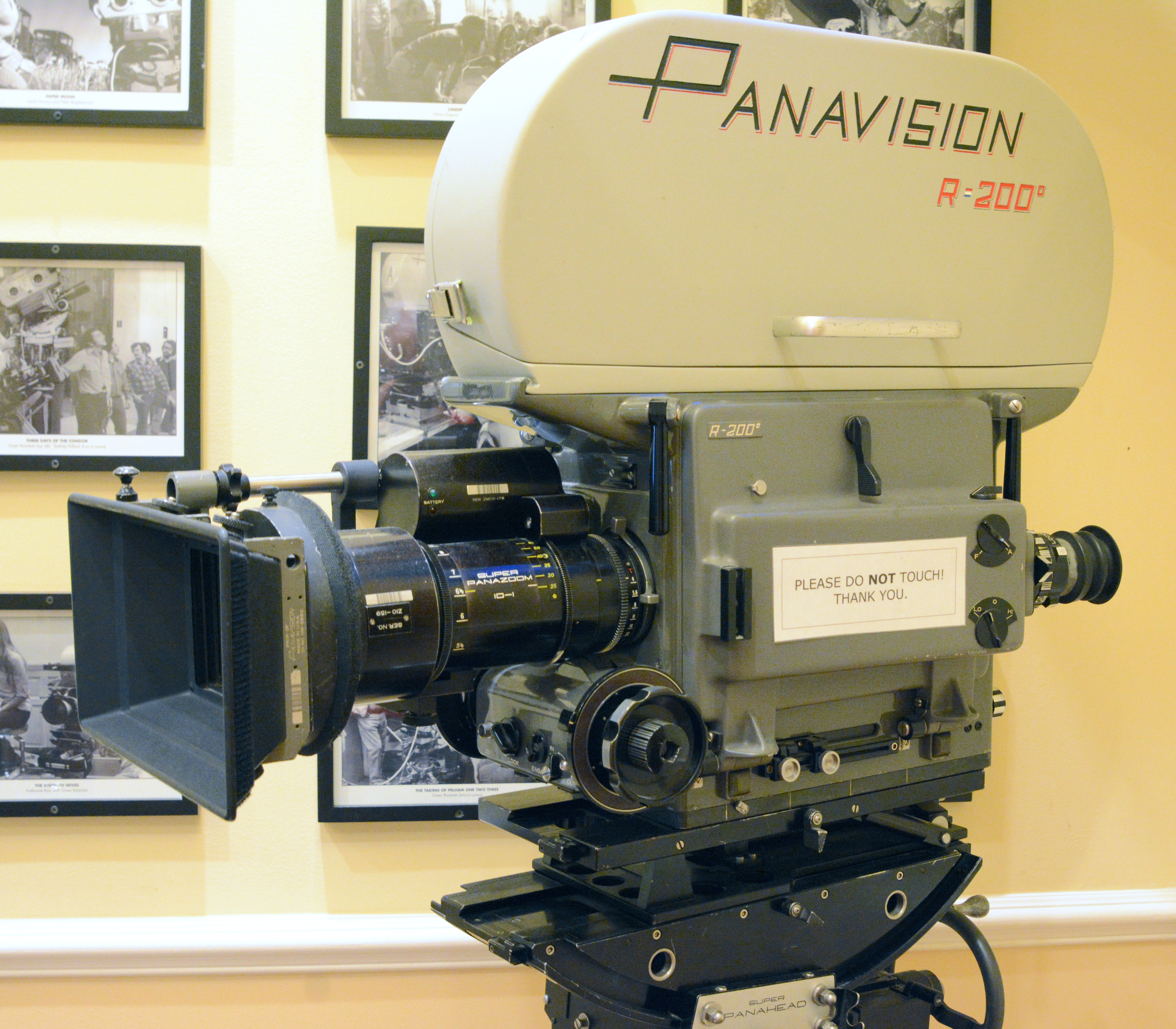
パナビジョンの映画カメラ

ゴットシャルクはロサンゼルスのウェストウッド地区にあるカメラ店を買収し、リチャード・ムーアを店員として雇った。
1951年、アメリカのアクアラングの取扱業者からの依頼を受け、ゴットシャルクは水中カメラの開発を始めた。その過程で、ドイツのゲルツ社のアナモルフィックレンズ・アタッチメントを初めて購入した。
当時は、機材の制限により広角撮影が困難だった。ゴットシャルクとムーアは、店のバルコニーに仮設の作業場所を設け、アンリ・クレティアンが特許を取得したアナモルフィックレンズ装置の実験と改造を始めた。1953年、クレティアンの特許に基づく撮影技術を20世紀スタジオが買収し、シネマスコープと名付けた。
この技術のための撮影用レンズは入手可能になったが、映写用レンズがまだなかった。ゴットシャルクは同僚とともに、シリンドリカル光学系ではなくプリズム光学系を使用した映写用レンズを開発し、「パナビジョン」と名付けた。これから、ゴットシャルクの会社は映画用カメラレンズの分野で成功し、現在も広く使われている。

## 賞と栄誉
ゴットシャルクはアカデミー科学技術賞を2度受賞している。1960年、ワイドスクリーン撮影システムであるMGMカメラ65の開発に対して、MGMのダグラス・シアラー、パナビジョンの共同設立者であるリチャード・ムーアと共に特別技術賞を受賞した。1978年、パナフレックス・カメラの開発でアカデミー・アワード・オブ・メリットを受賞した。
ゴットシャルク率いるパナビジョン社は、1958年から1978年までの間にアカデミー科学技術賞を11回受賞した。最初の受賞は第31回アカデミー賞で、オートパナタール・アナモルフィックレンズの開発に対して授与され、ゴットシャルクが会社を代表して賞を受けた。
1977年から1982年の死去までに、ゴットシャルクはレンズやその他のカメラ機材（ボディマウント支持装置、防振ダンパー、カメラハーネスなど）で14件の特許を取得した。死後に6件の特許が認められ、最後の特許は1986年5月に取得された。ゴットシャルクの発明は、3件を除いてパナビジョン社に譲渡されている。

## 殺害
1982年6月3日午前9時、2年間に渡りゴットシャルクのパートナーだったラオス・“ロニー”・チュマン(Laos "Ronnie" Chuman)から警察に電話があった。警察は、ゴットシャルクのベルエアの自宅の寝室で、ゴットシャルクがひどく殴られて死亡しているのを発見した。チュマンは、供述を二転三転させた後に殺害を認めたが、ゴットシャルクがチュマンとの関係を終わらせようとしていたと述べ、正当防衛を主張した。予備審問でロサンゼルスの検視官は、ゴットシャルクには少なくとも頭に5個、背中と胸に19個の刺し傷があったが、チュマンは手に打撲を負っただけだったと証言した。
チュマンは1983年7月に殺人罪で有罪判決を受け、懲役26年以上の終身刑を言い渡された。サンタモニカ高等裁判所のローレンス・J・リッテンバンド判事は判決の中で、ゴットシャルクは死亡の3週間前に、財産の10%をチュマンが相続するよう遺言を修正しており、これはゴットシャルクが「自ら自分の死刑執行令状にサインした」ようなものだと指摘した。